# Mohamed Farah (futbolista)
Abdulkadir Mohamed Farah (15 de febrero de 1961-24 de marzo de 2020) fue un futbolista somalí. 

## Carrera
Nacido en Beledweyne, Farah comenzó su carrera en 1976 a nivel colegial, luego jugó a nivel regional en Hiiraan, en el torneo regional de fútbol, antes de jugar en el Batroolka FC, uno de los equipos más destacados del futbol somalí en la década de 1980. También representó a la selección de fútbol de Somalia.
En sus últimos años trabajó como asesor del ministro de Juventud y Deportes del Gobierno Federal.

## Muerte
Murió en un hospital de Londres el 24 de marzo de 2020, a los 59 años, por coronavirus causado por el virus del SARS-CoV-2. El presidente de la FIFA, Gianni Infantino, extendió sus condolencias al país de Somalia por el deceso de Farah, donde expresó “En nombre de la comunidad internacional del fútbol, deseo extender nuestra más profunda simpatía a la Federación Somalí de Fútbol, y a su familia, amigos y seres queridos. Nuestros pensamientos están con todos ustedes. Esperamos que estos recuerdos y nuestras palabras de apoyo puedan ayudar a traer algo de paz y consuelo en este momento difícil ", además fue considerado una leyenda en el fútbol somalí.